# Moderna sinteza
Moderna sinteza ili sintetička teorija evolucije nastala je u periodu između 1936. i 1947. godine kao posledica pomirenja Mendelove partikularne teorije nasleđivanja sa stavom da procesi evolucije predstavljaju postepenu akumulaciju genetičkih promena, koji je u osnovi Darvinove teorije. Prema sintetičkoj teoriji, evolucija se opisuje kao promena učestalosti alela u populacijama pod delovanjem različitih mehanizama kao što su mutacije, prirodna selekcija, genetički drift, itd. Sam naziv prvi put je upotrebio Džulijan Haksli u svom delu: „Evolucija: Nova sinteza“, objavljenom 1942. godine.

## Evolucija posle Darvina
U periodu posle objavljivanja „Postanka vrsta“ 1859. godine mnogi biolozi su prihvatili evolucionistički pogled na živa bića, ali ne i sve aspekte Darvinove teorije. Usled velike neusaglašenosti, nastalo je nekoliko grupa teorija evolucije kao što su neodarvinizam, lamarkizam i mutacionizam. Svaki od ovih pravaca bavio se evolutivnom problematikom sa različitim pristupom, sa fokusom na različite činjenice i pojave, usled čega su dolazili do veoma različitih i suprotstavljenih zaključaka i objašnjenja. Svaka od ovako nastalih teorija bila je nesavršena i nepotpuna, ali svaka je dala značajan doprinos u sticanju znanja o evoluciji kojima imamo pristup danas.
U Darvinovo vreme, između ostalog, nije bila poznata ni genetička osnova nasleđivanja osobina. Znalo se da osobine organizama ispoljavaju velike, diskontinuirane varijacije (kvalitativne osobine) i male, kontinuirane varijacije (kvantitativne osobine). Ove druge Darvin je označavao kao individualne razlike i smatrao je da su jedino, ili najčešće, one meta delovanja prirodne selekcije, te da diskontinuirana varijabilnost nije od velikog značaja za evoluciju. Sa ovim stavom nisu se slagali svi njegovi savremenici (npr: Haksli, Golton). Sa otkrićem Mendelovih radova i rastom njihove popularnosti u naučnim krugovima početkom XX veka, sve veći broj genetičara zastupao je upravo suprotan stav: da je samo diskontinuirana varijabilnost značajan izvor varijabilnosti u prirodnim populacijama. Ovakav stav doveo je do razvoja mutacione teorije (De Friz), prema kojoj bi evolucija bila skokovit proces uzrokovan pojavom mutacija sa velikim fenotipskim efektima (koje su kasnije nazvane sistemskim mutacijama ili makromutacijama; Goldšmit, 1940). Njoj suprotstavljeni bili su brojni ekolozi, biogeografi, taksonomi, paleontolozi, kao i deo genetičara (biometričari), koji su insistirali na značaju kontinuirane varijabilnosti u procesima evolucije.
Rešenja ovog velikog sukoba počela su da se naziru u periodu između 1912. i 1918. godine, kada je eksperimentalno dokazano da prirodna selekcija može efikasno da deluje na osobine koje kontinuirano variraju, da kontinuirana varijabilnost takođe ima partikularni genetičku osnovu, kao i da Mendelovi faktori („geni“) mogu da izazovu vrlo male varijacije fenotipova.
Posledica je bila koncipiranje osnova populacione genetike, u čemu su ključnu ulogu imali matematički orijentisani biolozi: Fišer, Rajt i Holdejn. Fišer je pokazao da varijacije primećene kod pripadnika jedne vrste mogu biti posledica aktivnosti većeg broja diskretnih genetičkih lokusa, što nam je danas poznato kao poligensko nasleđivanje. Holdejn se bavio matematičkom analizom realnih slučajeva prirodne selekcijei pokazao je da brzina delovanja ovog evolutivnog mehanizma može biti mnogo veća nego što se smatralo. Rajt je proučavao efekat inbridinga na relativno malu populaciju i definisao adaptivni pejzaž, usled čega su evolucionisti počeli ozbiljnije da razmatraju uticaj geografske izolovanosti u realnim populacijama.
Da bi rad ovih naučnika ostvario svoj pun efekat na dalja istraživanja u biologiji, bilo je neophodno približiti ga onim biolozima koji su manje okrenuti matematici. Ovde su veliki doprinos dali Dobžanski, Simpson i Majer kroz svoja istraživanja i publikacije. Dobžanski je eksperimentalno proveravao teorijske formulacije. Simpson je ostvario veliki uticaj na paleontologiju, iz koje je iskorenio uverenja o ortogenezi (usmerenoj evoluciji), nasleđivanju stečenih osobina i drugim netačnim konceptima. Majer je najpoznatiji po svojoj biološkoj koncepciji vrste i imao je veliki uticaj na taksonomiju.
Postepeno, usled svih ovih saznanja nastalih radom brojnih naučnika tokom nekoliko decenija, u periodu između 1936. i 1947. godine formirana je jedinstvena teorija evolucije, „nova sinteza“ ili „sintetička teorija evolucije“ Sa Dožanskim, Simpsonom i Majerom na čelu, biolozi su uspešno objasnili osnovne evolutivne fenomene: specijaciju, nastanak evolutivnih novina, evolucione trendove i sl. pomoću populaciono-genetičke teorije, za koju su najzaslužniji Fišer, Rajt i Holdejn. Tako ova teorija nema jedinstvenog autora, niti godinu nastanka.

## Savremeno doba - Proširena moderna sinteza
Razviće metoda molekularne biologije usledilo je tek nakon formiranja moderne sinteze. Brojna otkrića koja su usledila u ovoj oblasti istraživanja, ali i u drugim oblastim a uz pomoć molekularnih metoda (pre svega biologiji razvića), ukazala su na neosnovanost nekih od pretpostavki sintetičke teorije evolucije. Tako danas znamo da organizacija gena u genomu nije kontinuirana i jednostavna, da geni nisu pojedinačno i nezavisno odgovorni za određene osobine, da je proces ekspresije gena veoma složen, razvojno i tkvino specifičan, kao i da se epigenetičke oznake menjaju tokom života jedinke u različitim tkivima.
Usled ogromne količine novih informacija bilo je neophodno revidirati teoriju evolucije. Ova potreba se javila još 1980-ih godina, kada su se javili prvi radovi o proširenju moderne sinteze. Trenutna koncepcija proširene sinteze je formulisana u knjizi: „Evolucija: Proširena sinteza“, iz 2010. godine.

## Literatura
- Pigliucci, Gerd B.; Müller. Evolution, the Extended Synthesis.
- Tucić, Nikola. Evoluciona biologija (2. dopunjeno i promenjeno изд.). стр. 41—49.
- Stojković, Biljana; Tucić, Nikola. Od molekula do organizma. стр. 428.